# ناشونال جيوغرافيك ترافلر
ناشونال جيوغرافيك ترافلر هي مجلة تنشرها شركاء ناشيونال جيوغرافيك في أرمينيا، وبلجيكا، وهولندا، والصين، وكرواتيا، وجمهورية التشيك، وألمانيا، واليونان، وإندونيسيا، وأمريكا اللاتينية، وإسرائيل، وبولندا، ورومانيا، وسلوفينيا، وإسبانيا، والمملكة المتحدة، نُشرت النسخة الأمريكية من عام 1984 إلى عام 2019.

## التاريخ
تم إطلاقها كمنشور ربع سنوي في ربيع عام 1984 من قبل منظمة ناشيونال جيوغرافيك تحت قيادة الرئيس غيلبرت غروسفينور. أشرف نائب الرئيس للمطبوعات روبرت بريدين على الإطلاق. كان جوان تابر المحرر الأول. ظهرت النسخة الأمريكية المطبوعة النهائية في ديسمبر 2019 مع جورج ستون كمحرر. على مدار 35 عامًا كان للنسخة المطبوعة الأمريكية ستة محررين:
- جوان تابر 1984-1989
- ريتشارد بوش ، 1988-1998 [6]
- كيث بيلوز ، 1998-2015 [7]
- نوري كوينتوس، القائم بأعمال التحرير، 2015.[7]
- ماجي زاكويتز، 2015-2016.[7]
- جورج ستون 2016-2019

توقف إصدار المجلة في ديسمبر 2019.

## روابط خارجية
- الموقع الرسمي لناشيونال جيوغرافيك ترافيلر (المملكة المتحدة)